# Citroën TUB
Der Citroën TUB war ein Kleintransporter und Nutzfahrzeug, das Citroën zwischen 1939 und 1941 baute. Das Modell war das erste Nutzfahrzeug mit einer seitlichen Schiebetür. Citroën verwendete für den TUB Motor und Getriebe des 1934 eingeführten Citroën Traction Avant. Nachfolger des TUB war der Citroën Typ H. Zwischen 1939 und 1941 wurden insgesamt 1.748 Exemplare gebaut.

## Modelle

### TUB

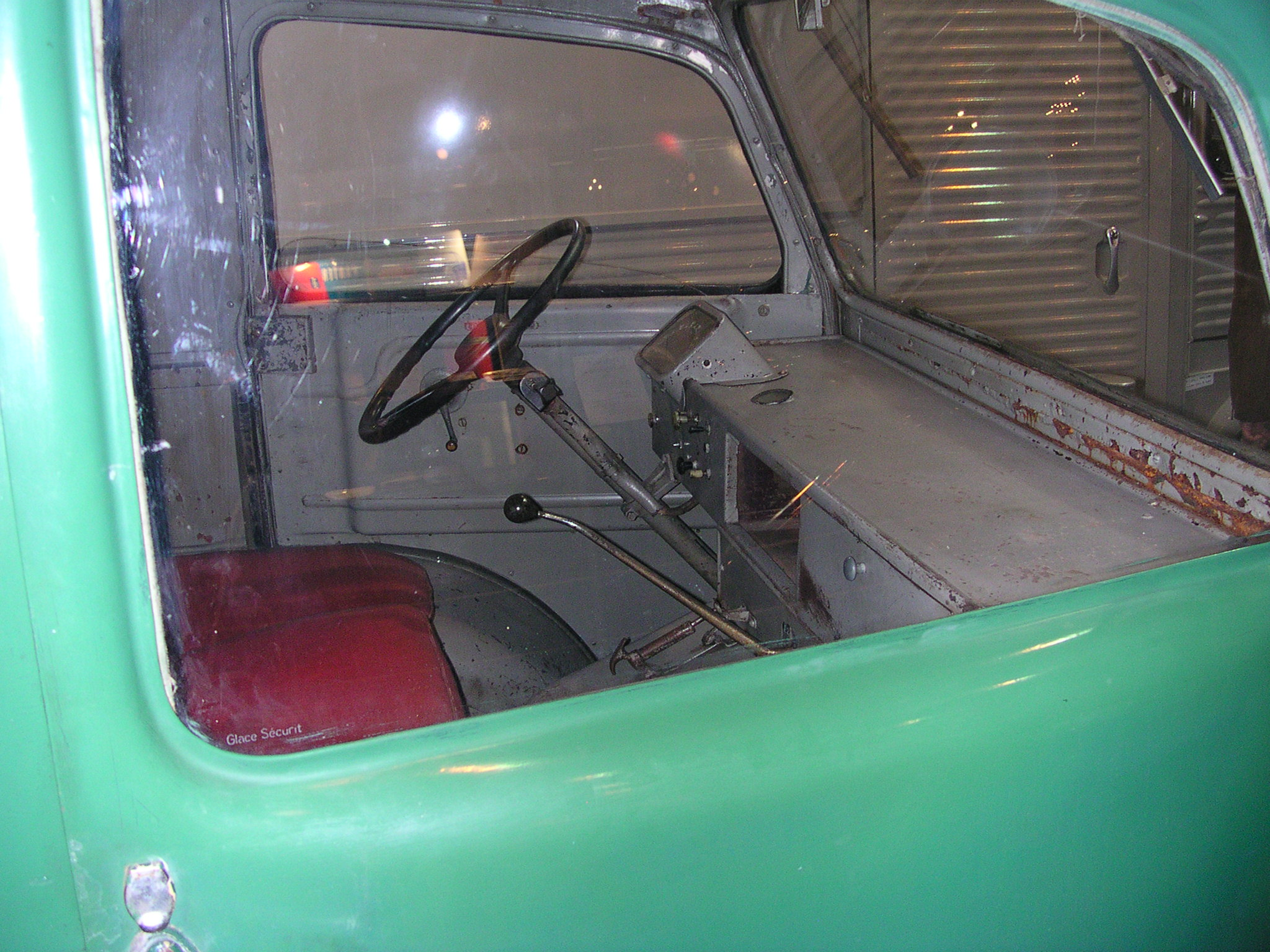
Das Armaturenbrett des Citroën TUB

Das ursprüngliche Modell TUB (Traction Utilitaire Basse oder Traction Utilitaire de Typ B) wurde am 5. Juni 1939 erstmals verkauft. Das Modell hatte eine Zuladung von 1020 Kilogramm.

### TUC
Am 23. Juni 1941 wurde der Citroën TUC (Traction Utilitaire de Typ C) eingeführt. Die neue Version war leicht verändert, zum Beispiel wurde die Zuladung erhöht. Der TUC wurde jedoch nur einige Monate gebaut.

### TAMH
Der Citroën TAMH war eine Krankenwagen-Version. Der Innenraum und die technischen Werte wurden aber nicht weiter verändert.

## Daten
- Gesamthöhe: 2,13 m
- Innenhöhe: 1,75 m
- Nutzvolumen: 7 m³
- Leergewicht: 1330 kg (TUB), 1380 kg (TUC)